# Krommyonia
Krommyonia (griechisch Κρομμυωνία, auch Kromyonia) ist der geographische Bereich östlich des Isthmus von Korinth (Gerania-Gebirge). Sein Name stammt von der antiken Stadt Krommyon.
Hier liegt bei Agii Theodori das Vulkanzentrum des Sousaki, in dem noch heute Spuren vulkanischer Aktivitäten zu beobachten sind (hydrothermale Veränderungen des Gesteins, Gasaustritte, Mofetten).